# Alexis Blokhina
Alexis Blokhina (* 17. August 2004 in Redwood City, Kalifornien) ist eine US-amerikanische Tennisspielerin.

## Karriere
Blokhina begann im Alter von fünf Jahren mit dem Tennissport und bevorzugt Hartplätze. Sie spielt bislang vorrangig auf der ITF Women’s World Tennis Tour, wo sie bislang je einen Titel im Einzel und im Doppel gewinnen konnte.
2018 gewann Blokhina als 13-Jährige als jüngste Spielerin in der Geschichte den Titel der U18 bei den Bobby Curtis Junior State, einem der renommiertesten Jugendturniere in Florida.
Bei den French Open 2021 erreichte Blokhina im Juniorinneneinzel mit einem 7:61 und 6:4 gegen Anastassija Gurjewa die zweite Runde, wo sie dann mit 4:6 und 2:6 gegen Sebastianna Scilipoti verlor. Danach trat Blokhina in Wimbledon an. Im Juniorinneneinzel scheiterte sie bereits in der ersten Runde mit 4:6, 6:4 und 4:6 an Matilde Paoletti ebenso wie mit Partnerin Tatiana Barkova im Juniorinnendoppel an Paoletti und Eleonora Alvisi mit 4:6 und 1:6. Bei den US Open 2021 erreichte sie mit Siegen über Julia García und die an Position drei gesetzte Diana Schneider die dritte Runde im Juniorinneneinzel, wo sie dann aber gegen Petra Marčinko mit 5:7 und 1:6 verlor.
Im Januar 2022 scheiterte Blokhina im Juniorinneneinzel bereits in der ersten Runde mit 6:3, 3:6 und 3:6 an der topgesetzten Petra Marčinko. Im Juniorinnendoppel erreichte sie mit Partnerin Liv Hovde das Viertelfinale. Im April 2022 gewann Blokhina den Titel der Damen bei der Easter Bowl. Bei den French Open erreichte sie mit Partnerin Sonya Macavei im Juniorinnendoppel das Achtelfinale. In Wimbledon 2022 erreichte sie im Juniorinneneinzel die zweite Runde, im Juniorinnendoppel scheiterte sie mit Partnerin Luca Udvardy bereits in der ersten Runde. Ihren bislang größten Erfolg bei den Grand Slams im Juniorinnenbereich feierte Alexis Blokhina bei den US Open 2022, als sie mit Partnerin Annabelle Xu im Juniorinnendoppel das Halbfinale erreichte.

## College Tennis
Seit 2022 spielt Blokhina im Team der Cardinals für die Stanford University.

## Turniersiege

### Einzel
| Nr. | Datum        | Turnier   | Kategorie | Belag | Finalgegnerin      | Ergebnis      |
| --- | ------------ | --------- | --------- | ----- | ------------------ | ------------- |
| 1.  | 8. Juni 2025 | Troisdorf | ITF W50   | Sand  | Anna-Lena Friedsam | 6:3, 2:6, 6:3 |

### Doppel
| Nr. | Datum          | Turnier   | Kategorie | Belag     | Partnerin   | Finalgegnerinnen              | Ergebnis  |
| --- | -------------- | --------- | --------- | --------- | ----------- | ----------------------------- | --------- |
| 1.  | 5. August 2023 | Lexington | ITF W60   | Hartplatz | Ava Markham | Olivia Gadecki Dalayna Hewitt | 6:4, 7:61 |